# Krystyna Czerni
Krystyna Czerni (ur. 14 grudnia 1957 w Gliwicach) – polska krytyk i historyk sztuki, doktor nauk humanistycznych.

## Życiorys
W czasie studiów była współpracownikiem Studenckiego Komitetu Solidarności w Krakowie. Członkini redakcji miesięcznika „Znak” (1992–1996), gdzie redagowała dodatek poświęcony kulturze współczesnej. Następnie pracowała m.in. w Telewizji Kraków. Do 2017 związana z Instytutem Historii Sztuki Uniwersytetu Jagiellońskiego, obecnie współpracuje z IRSA. Autorka licznych tekstów o sztuce, a także programów telewizyjnych opartych na wywiadach z artystami.
W 2017 uzyskała stopień doktora nauk humanistycznych na podstawie pracy zatytułowanej Koncepcja sztuki sakralnej Jerzego Nowosielskiego (promotor: Andrzej Szczerski).
Jej mężem jest dziennikarz i publicysta Roman Graczyk, mają troje dzieci.

## Publikacje książkowe
- Nie tylko o sztuce. Rozmowy z profesorem Mieczysławem Porębskim, Wrocław 1992[6]
- Rezerwat sztuki. Tropami artystów polskich XX wieku, Kraków 2000[7]
- Tadeusz Kantor. Malarstwo i teatr. Przewodnik po twórczości artysty, Bydgoszcz 2002[8]
- Nowosielski, Kraków 2006[9]
- Nietoperz w świątyni. Biografia Jerzego Nowosielskiego, Kraków 2011[10] (2. wyd. Kraków 2018[11])
- Kažan u hrami. Bìografìâ Ûrìâ Novosìl’skogo [Кажан у храмі. Біографія Юрія Новосільського], Czerniowce 2015[12]
- Jerzy Nowosielski w Lublinie, Warszawa-Lublin-Kraków 2015[13]
- Tadeusz Kantor. Spacer po linie, Kraków 2015[14]
- Tadeusz Kantor. Walking the tightrope, Kraków 2015[15]
- Nowosielski w Małopolsce. Sztuka sakralna, Kraków 2015[16]
- Nowosielski – sztuka sakralna. Podlasie, Warmia i Mazury, Lublin, Białystok 2019[17]
- Nowosielski – sacral art. Podlasie. Warmia and Mazury, Lublin, Białystok 2019[18]
- Nowosielski na Śląsku. Sztuka sakralna, Tychy–Kraków 2022[19]
- Nowosielski w Warszawie i na Mazowszu. Sztuka sakralna, Kraków 2023[20]

## Prace redakcyjne (wybór)

### Redakcja dzieł wybranych Mieczysława Porębskiego
- Mieczysław Porębski, Polskość jako sytuacja, Kraków 2002
- Mieczysław Porębski, Nowosielski, posł. Krystyna Czerni, Kraków 2003
- Mieczysław Porębski, Krytycy i sztuka, Kraków 2004
- Mieczysław Porębski, Spotkanie z Ablem, Kraków 2011

### Redakcja korespondencji, wywiadów i esejów Jerzego Nowosielskiego
- Tadeusz Różewicz, Zofia i Jerzy Nowosielski, Korespondencja, oprac. Krystyna Czerni, Kraków 2009
- Zbigniew Podgórzec, Rozmowy z Jerzym Nowosielskim, oprac. i wstęp Krystyna Czerni, Kraków 2009 (2 wyd. 2014)
- Jerzy Nowosielski, Sztuka po końcu świata. Rozmowy, wybór i układ Krystyna Czerni, Kraków 2012
- Jerzy Nowosielski, Zagubiona bazylika. Refleksje o sztuce i wierze, wybór i układ Krystyna Czerni, Kraków 2013
- Jerzy Nowosielski, Listy i zapomniane rozmowy, wstęp i oprac. Krystyna Czerni, Kraków 2015

### Inne
- Lech Stangret, Tadeusz Kantor. Malarski ambalaż totalnego dzieła, Kraków 2006
- Ryszard Przybylski, Tadeusz Różewicz, Listy i rozmowy 1965-2014, oprac. i wstęp Krystyna Czerni, Warszawa 2019[21]
- Cierpienie formy. Jerzy Tchórzewski. Malarstwo, t. 1−2, red. Krystyna Czerni, Józef Grabski, Kraków 2019
- Suffering form. Jerzy Tchórzewski. Painting, t. 1−2, red. Krystyna Czerni, Józef Grabski, Kraków 2020

## Nagrody i wyróżnienia
- Krakowska Książka Miesiąca (maj 2000) za tom esejów Rezerwat sztuki. Tropami artystów polskich XX wieku[22]
- Nagroda Specjalna Ministra Kultury i Dziedzictwa Narodowego (2009) „w uznaniu nieocenionych zasług dla kultury polskiej”[23]
- Nagroda im. Kazimierza Wyki (2012) „za wybitne osiągnięcia w dziedzinie eseistyki oraz krytyki literackiej i artystycznej”[24]
- Nagroda miesięcznika literackiego „Nowe Książki” (2012) za Nietoperz w świątyni. Biografia Jerzego Nowosielskiego jako najlepszą książkę roku[25]
- finał Nagrody Literackiej „Nike” (2012) za Nietoperz w świątyni. Biografia Jerzego Nowosielskiego[26]
- nominacja do Nagrody Literackiej Gdynia (2012) za Nietoperz w świątyni. Biografia Jerzego Nowosielskiego[27]
- finał Nagrody Literackiej dla Autorki „Gryfia” (2012) za Nietoperz w świątyni. Biografia Jerzego Nowosielskiego[28]
- Nagroda Kulturalna Województwa Lubelskiego (2019) za opracowanie Jerzy Nowosielski w Lublinie[29]
- Nagroda Województwa Małopolskiego „Ars Quaerendi” (2019)[30]
- Nagroda Krakowa Miasta Literatury UNESCO (2022)[31]
- Nagroda im. Księcia Konstantego Ostrogskiego przyznawana przez redakcję „Przeglądu Prawosławnego” (2022)[32]

## Odznaczenia
- Krzyż Kawalerski Orderu Odrodzenia Polski (2007) za działalność opozycyjną w latach 70.[33]
- Krzyż Wolności i Solidarności (2016)[34]
- Medal Stulecia Odzyskanej Niepodległości (2019)[35]
- Srebrny Medal „Zasłużony Kulturze – Gloria Artis” (2019)[36]
- Odznaka Honorowa Województwa Podlaskiego (2019)[37]